# Galleria dell'Eufrate
La galleria dell'Eufrate fu una leggendaria galleria lunga circa 929 metri che sarebbe stata scavata per ordine dalla mitologica regina Semiramide sotto il fiume Eufrate per collegare le due parti della città di Babilonia, nell'antica Mesopotamia.
Secondo studi archeologici, l'infrastruttura sarebbe stata costruita tra il 2180 e il 2160 avanti Cristo.
Non si ebbe nessun'altra notizia di un sottopasso pedonale costruito sotto un corpo idrico, fino al 1824 quando Marc Isambard Brunel realizzò la galleria del Tamigi.

## Caratteristiche
Secondo alcuni documenti storici, la realizzazione dell'opera sarebbe stata incominciata costruendo una diga temporanea sul fiume Eufrate, e poi procedendo utilizzando la tecnica dello "scava e copri".
La galleria sarebbe stata alta 20 piedi e larga 15 piedi, dimensioni che possono far pensare che fosse usata da pedoni e carri trainati da cavalli e che congiungesse il tempio maggiore e il palazzo reale, collocati sulle rive opposte del fiume. La galleria venne descritta come rivestita di mattoni e resa impermeabile con l'asfalto.

## Descrizione

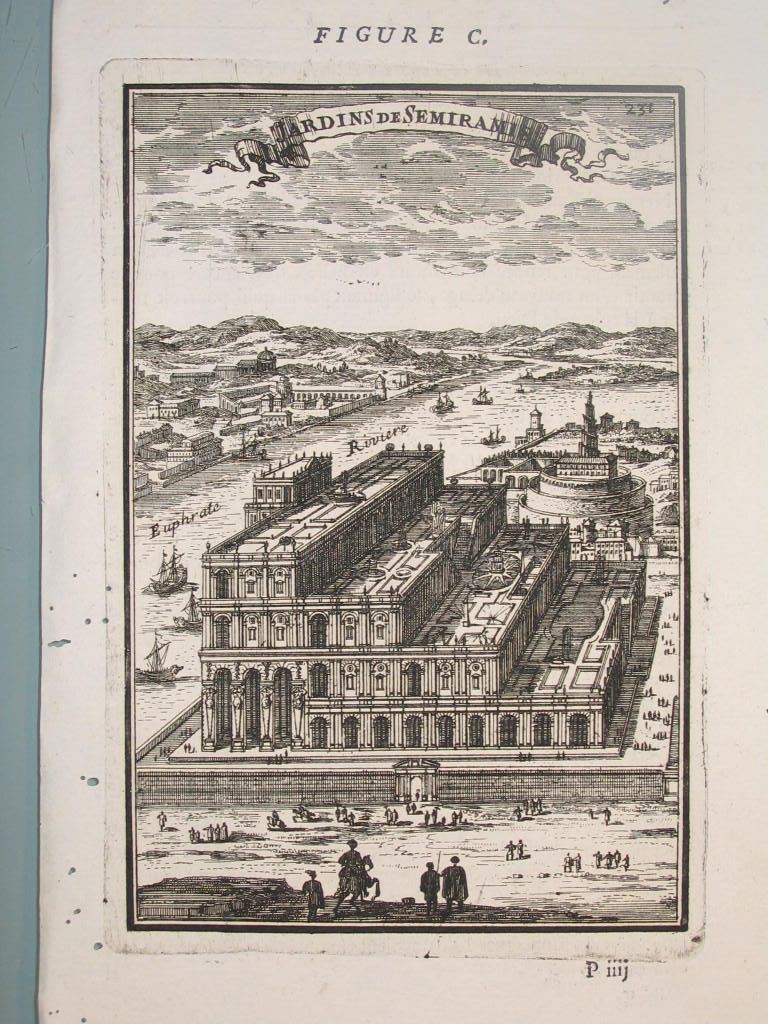
I giardini di Semiramide, costruiti davanti all'Eufrate (Alain Manesson Mallet, Description de L'Universe, 1683).

La galleria usata e fatta realizzare dalla regina Semiramide venne descritta circa nel 50 a.C. da Diodoro Siculo  nella Bibliotheca historica:
(Diodoro Siculo, Bibliotheca Historica, Libro II,1)
Anche Lucio Flavio Filostrato nel 250 d.C. circa descrisse la costruzione della galleria nella Vita di Apollonio di Tiana:
(Lucio Flavio Filostrato, Vita di Apollonio di Tiana, libro I,25)